# Notizia intorno a Didimo Chierico
La Notizia intorno a Didimo Chierico è un'opera di Ugo Foscolo.

## Caratteristiche
Si tratta di un breve testo, suddiviso in sedici capitoli, pubblicato per la prima volta nel 1813 a Pisa assieme alla traduzione foscoliana del Viaggio sentimentale attraverso la Francia e l'Italia di Laurence Sterne, attribuendola appunto a Didimo Chierico.
La Notizia presenta l’eccentrica figura di Didimo: si tratta essenzialmente di una controfigura autobiografica di Foscolo, con cui l'autore riconsidera con distacco le proprie esperienze passate e, in particolar modo, il personaggio di Jacopo Ortis nel romanzo omonimo.

## Trama
Foscolo riferisce di aver incontrato all'estero un altro italiano che gli affidò tre testi affinché ne curasse la pubblicazione una volta tornato in patria: un'Ipercalisse, poema satirico in versi latini; un Memoriale autobiografico in cinque libri in prosa greca; la traduzione del Viaggio sentimentale. Foscolo passa quindi a delineare il singolare carattere di costui, ossia proprio Didimo Chierico, di cui ebbe una cursoria conoscenza, accomiatandosene presso Amersfoort nel 1806. Nella conclusione, l'autore rievoca il tentativo, da lui compiuto un anno dopo, di contattare l'unico corrispondente regolare di Didimo, ossia don Annoni di Inverigo, intanto trasferito in una chiesa presso il lago di Pusiano. Il sacerdote si rammaricò di non aver potuto offrire a Foscolo ulteriori informazioni su Didimo, se non quanto gli era già noto, non avendone ricevuto notizie da tempo; gli affidò comunque il ritratto giovanile di Didimo, da Foscolo posto in antiporta alla Notizia, e una copia dell'epitaffio che egli si era composto anni prima.

## Analisi
Secondo Mario Fubini, «Didimo è l'anti-Ortis, o per meglio dire l'Ortis sopravvissuto, divenuto letterato, traduttore, commentatore, meglio disposto all'indulgenza verso sé e verso gli altri, ma con nell'animo integri gli ideali e i sentimenti di un giorno: un Ortis che, scrutato a fondo, si rivela a dir del suo autore, più disingannato che rinsavito».